# Iconfinder
Iconfinder — це веб-компанія, що спеціалізується на пошуку іконок. Її заснував Мартін Леблан Ейгтвед у 2007 році. Популярність до Iconfinder прийшла після його перезапуску в 2009 році.
Iconfinder отримав 1,5 мільйона доларів США від датського фонду венчурного капіталу VF Venture . 

## Зовнішні посилання
- Сцена стартапів у Данії нагрівається. Ось 5 компаній, на які варто звернути увагу
- Iconfinder допомагає дизайнерам знаходити потрібні значки в Інтернеті
- Перейдіть на Iconfinder.com
- Iværksættere får milliontilskud
- Vækstfonden øjner gigantisk gevinst
- 29-річна випущена лінія: значок продавця для мільйонера